# Antena 3 Internacional
Antena 3 Internacional é um canal de televisão por assinatura espanhol, que atua como o sinal internacional do canal Antena 3 lançado no ar em 2 de setembro de 1996. É de propriedade da Atresmedia.